# Barbora Jelonková
Barbora Jelonková (* 14. srpna 1972 Ostrava) je česká veterinární lékařka a politička, od července do října 2017 poslankyně Poslanecké sněmovny PČR, v letech 2008 až 2012 a opět pak 2014 až 2020 zastupitelka Moravskoslezského kraje, v letech 2014 až 2018 starostka městského obvodu Slezská Ostrava, bývalá členka ČSSD, později nestraník za hnutí NEZÁVISLÍ, nyní za hnutí Starostové pro Ostravu.

## Život
Vystudovala Veterinární a farmaceutickou univerzitu Brno (získala titul MVDr.). Stále provozuje svou veterinární praxi.
Barbora Jelonková žije ve městě Ostrava, konkrétně v části Slezská Ostrava.

## Politické působení
V komunálních volbách v roce 2002 byla zvolena jako nestraník za ČSSD do Zastupitelstva městského obvodu Slezská Ostrava. V letech 2004 až 2006 zastávala post místostarostky městského obvodu. Ve volbách v roce 2006 mandát zastupitelky městského obvodu obhájila již jako členka ČSSD.
Do zastupitelstva městského obvodu se vrátila po volbách v roce 2010, v letech 2010 až 2014 navíc zastávala post radní městského obvodu. Ve volbách v roce 2014 byla lídryní kandidátky ČSSD a mandát zastupitelky městského obvodu obhájila. Dne 5. listopadu 2014 byla zvolena starostkou městského obvodu Slezská Ostrava.
V komunálních volbách v roce 2006 kandidovala za ČSSD také do Zastupitelstva města Ostravy
V krajských volbách v roce 2008 byla za ČSSD zvolena zastupitelkou Moravskoslezského kraje. Ve volbách v roce 2012 skončila jako první náhradnice. V únoru 2014 na mandát krajského zastupitele rezignoval její kolega Svatopluk Němeček, jelikož se stal ministrem zdravotnictví ČR, dne 27. února 2014 se tak opět stala krajskou zastupitelkou. Ve volbách v roce 2016 mandát krajské zastupitelky obhájila.
Ve volbách do Poslanecké sněmovny PČR v roce 2013 kandidovala za ČSSD v Moravskoslezském kraji, skončila jako druhá náhradnice. V polovině roku 2017 se stal její stranický kolega Ladislav Šincl členem Rady pro rozhlasové a televizní vysílání a poslanecký mandát mu zanikl. A jelikož první náhradník Zdeněk Osmanczyk v roce 2016 zemřel, stala se MVDr. Barbora Jelonková od 1. července 2017 poslankyní Poslanecké sněmovny PČR. Ve volbách do Poslanecké sněmovny PČR v roce 2017 již nekandidovala.
V roce 2018 ukončila své členství v ČSSD. V komunálních volbách v roce 2018 byla zvolena zastupitelkou městského obvodu Slezská Ostrava, když z pozice nestraníka vedla kandidátku hnutí NEZÁVISLÍ.
V krajských volbách v roce 2020 již nekandidovala.
V komunálních volbách v roce 2022 kandiduje do zastupitelstva Slezské Ostravy jako lídryně uskupení Starostové pro Ostravu, koalice hnutí STAN a nezávislých kandidátů.